# 秩父まつり会館
秩父まつり会館（ちちぶまつりかいかん）は、埼玉県秩父市にある展示施設。日本三大曳山祭・日本三大美祭の「秩父夜祭」（ちちぶよまつり）を主題としている。

## 概要

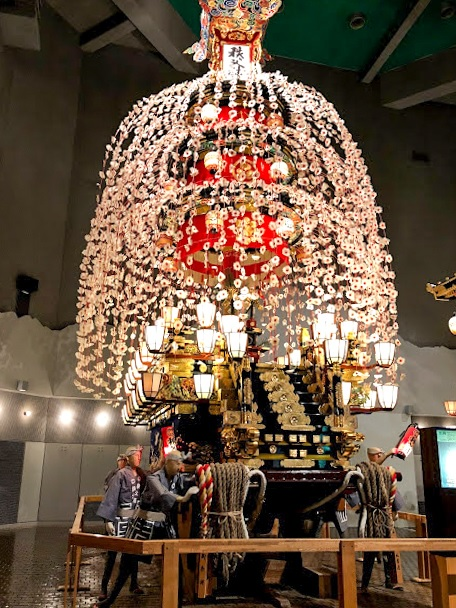
館内に展示されている山車

秩父夜祭は隣接する秩父神社の例祭であり、毎年12月3日が大祭となっている。秩父夜祭の笠鉾・屋台は重要有形民俗文化財に、一連の行事は「秩父祭の屋台行事と神楽」として重要無形民俗文化財に指定されている。また、2016年（平成28年）には、日本の「山・鉾・屋台行事」の33件の一つとしてユネスコ無形文化遺産に登録された。
当館は、秩父夜祭等に関する各種資料の収集・保管・展示を目的として、1982年（昭和57年）9月に着工し、1984年（昭和59年）4月17日に秩父宮勢津子妃の臨席のもとで落成式典が営まれ、翌18日に開館した。2014年（平成26年）4月29日に入館者数300万人を達成している。
2014年度からリニューアルを開始し、2015年（平成27年）3月25日、第1弾として2階展示室の改修が完了した。2016年（平成28年）4月23日、体感型の展示室へとリニューアルされた1階展示室がオープン。2017年（平成29年）3月1日、「秩父まつり廻廊」と名付けられた３Ｄシアターがオープンした。

## アクセス
埼玉県秩父市番場町2-8
- 秩父鉄道秩父駅から徒歩3分
- 西武鉄道西武秩父駅から徒歩15分